# Bar Atlantic
Bar Atlantic – serial komediowy produkcji polskiej z 1996 nakręcony przez Janusza Majewskiego.

## Obsada

### Główne role
- Piotr Machalica (Poznański)
- Joanna Trzepiecińska (Hanka Rupcuś-Gąsienica)
- Wojciech Malajkat (Poeta Mileniusz Skorek)
- Andrzej Blumenfeld (Redaktor Kwarta)
- Józef Fryźlewicz (Stopka)
- Piotr Gąsowski („Miś”)

### Pozostałe role
- Paweł Staliński (Jacuś)
- Marta Lipińska (Pani Irena Zarębianka)
- Andrzej Chyra
- Aleksander Klepacz („Lider”, Formacja Nieżywych Schabuff)
- Witold Pyrkosz („Gawędziarz” Sabała)
- Wojciech Wierus („Bodo”, Formacja Nieżywych Schabuff)
- Dorota Stalińska (Matka Jacusia)
- Józef Mika (Głos Hajduka)
- Michał Banach (Jasiek Rączka)
- Szymon Kuśmider (Leśnik Franek)
- Redbad Klynstra (Australijczyk Peter)
- Stanisław Brudny (Listonosz)
- Jan Jurewicz (Policjant)
- Bartosz Obuchowicz („Zbieracz” butelek)
- Sławomir Pacek (Uciekinier ze szpitala psychiatrycznego)
- Joanna Kurowska („Misiowa”)
- Wojciech Pokora (inżynier Zdzisław Szymanek)
- Leszek Zduń (Józek)
- Stanisław Jaskułka (Baca; w odcinku 13 także „głos ze słuchawki”)
- Gustaw Lutkiewicz (Doktor)
- Mariusz Czajka
- Mariusz Pilawski (Tyrolczyk)
- Stanisława Celińska (Ciotka Rajbacka)
- Piotr Cyrwus (Strażak)
- Maciej Strzembosz (Strażak)
- Zdzisław Wardejn (Węgier)
- Krystyna Tkacz (Matka Klaudii)
- Wiktor Zborowski (Dr Zygmunt, pracownik naukowy Uniwersytetu)
- Anna Wielgucka (Klaudia)
- Anna Gornostaj (Klientka – odc. X)
- Paweł Wawrzecki (Geolog)
- Marek Perepeczko (Jaś Habryka; w odcinku 12 harnaś w wizji Poznańskiego)
- Ewa Konstancja Bułhak-Rewak (Magdusia)
- Stanisława Ferko-Kwiatkowska (Bożenka)
- Paulina Młynarska (Tereska Gniewusówna)
- Anna Waszczyk (Marysia)
- Krzysztof Kowalewski (Proboszcz Sikora)
- Ryszard Jabłoński (Głos Hajduka)

## Spis odcinków
| n/o | Polski tytuł       |  |
| --- | ------------------ |  |
|     |                    |  |
| 01  | Zielony kaszkiet   |  |
|     |                    |  |
| 02  | Młot na czarownice |  |
|     |                    |  |
| 03  | Wielkie zmiany     |  |
|     |                    |  |
| 04  | Wiatr              |  |
|     |                    |  |
| 05  | Wielka sobota      |  |
|     |                    |  |
| 06  | Dla dobra nauki    |  |
|     |                    |  |
| 07  | Córka              |  |
|     |                    |  |
| 08  | Twórcza niemoc     |  |
|     |                    |  |
| 09  | Sposób na kobiety  |  |
|     |                    |  |
| 10  | Biały fartuszek    |  |
|     |                    |  |
| 11  | Próba              |  |
|     |                    |  |
| 12  | Nocni goście       |  |
|     |                    |  |
| 13  | Pułapki wolności   |  |
|     |                    |  |